# Ålands lagtings talman
Ålands lagtings talman leder Ålands lagtings arbete. Talmansposten är det i rang högsta politiska ämbetet inom Ålands självstyrelse. Förutom de traditionella parlamentariska funktionerna, har Ålands talman i uppgift att i samarbete med republikens president utse landshövding på Åland. 

## Ålands lagting
Ålänningarna har tack vare självstyrelsen behörighet att själva stifta lagar om sina inre angelägenheter och att utöva budgetmakt. Ålands lagstiftande församling eller ”riksdag” benämns lagting. Lagtinget tillsätter landskapsregeringen (före 2004 landskapsstyrelsen). Reglerna om självstyrelsen finns i självstyrelselagen för Åland som bara kan ändras av Finlands riksdag i grundlagsenlig ordning och med Ålands lagtings samtycke.

## Talmän sedan 1922
Sedan 1922 har Åland haft 20 talmän. Den förste talmannen hette Julius Sundblom (också kallad "Ålandskungen"). Viveka Eriksson var den första kvinnan på posten år 2001.
- Julius Sundblom 1922–1945
- Johannes Holmberg 1945
- Hugo Johansson 1946–1954
- Thorvald Eriksson 1955–1971
- Alarik Häggblom 1971–1972
- Folke Woivalin 1972–1978
- Nils Dahlman 1978–1979
- Olof Jansson 1979–1983
- Sune Carlsson 1983–1987
- Olof Jansson 1987–1994
- Roger Jansson 1994–1995
- Ragnar Erlandsson 1995–1999
- Sune Eriksson 1999–2000
- Ragnar Erlandsson 2000–2001
- Viveka Eriksson 2001–2005
- Barbro Sundback 2005–2007
- Gunnar Jansson 2007 (en månad)
- Roger Nordlund 2007–2011
- Britt Lundberg 2011–2015
- Johan Ehn 2015–2017
- Gun-Mari Lindholm 2017–2019
- Roger Nordlund 2019-2020
- Bert Häggblom 2020-2023
- Ingrid Zetterman 2023-2024
- Jörgen Pettersson 2024-